# Arany Tarsoly

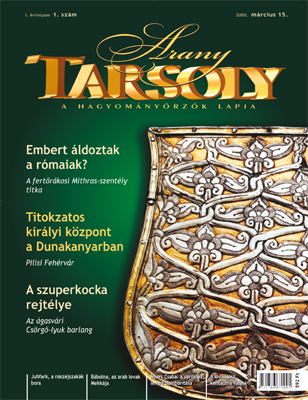
Az első szám címlapja

Arany Tarsoly 68 oldalas színes hagyományőrző havilap, amely először 2005. március 15-én jelent meg. Lapigazgató: Nagy Tibor, főszerkesztő: Kiss Krisztina. A lap célja a magyar hagyományok megmutatása, újrafelfedezése, megtanítása, a hagyományőrzésre épülő aktivitás fokozása.

## Rovatok
- Harmatcseppek – rövid hírek a magyarságról
- Garabonciás – ősi magyar világunk fáradhatatlan vándorai
- Népi műveltség – hagyományaink, népszokásaink, jeles ünnepeink kifogyhatatlan tárháza
- Múltunkról Utódainknak – őstörténet, igaz magyar történelem
- Magyar Virtus – magyar harcművészet régen és ma
- Hungarikum – Magyar egyediségek, egyéniségek
- Országjáró – az egész magyarlakta Kárpát-medencében